# Alberto Malesani
Alberto Malesani (Verona, 1954. június 5. –) olasz labdarúgó-menedzser, edző.

## Pályafutása

### Játékosként
Malesani szülővárosában, az amatőr Audace S. Michele csapatában futballozott, huszonhárom évesen hagyott fel a labdarúgói pályafutásával.

### Edzőként
1987 és 1991 között a szintén veronai Chievo utánpótlását edzette, 1991 és 1993 között pedig a felnőtt csapat másodedzőjeként dolgozott. 1993-ban nevezték ki a csapat vezetőedzőjének, amellyel első szezonjában bajnok lett az olasz harmadosztályú bajnokságban. 1997-ben az olasz élvonalbeli Fiorentina edzőjének nevezték ki, majd 1998 nyarán a szintén élvonalbeli Parma vezetőedzője lett. A pármai csapattal első idényében három kupát is megnyert; az olasz kupa döntőjében a Fiorentina, az olasz szuperkupa döntőjében az AC Milan, valamint az UEFA-kupa-döntőben a francia Olympique de Marseille csapata ellen diadalmaskodott csapata. 2001-ben visszatért Veronába, ahol a Hellas Verona vezetőedzője lett, 2003-ban pedig a Modena csapatát irányította. 2005 és 2006 között a görög élvonalbeli Panathinaikósz vezetőedzőjeként dolgozott, majd visszatért Olaszországba az Udinese csapatához. 2007 óta számos olasz csapatot edzett (Empoli, Siena, Bologna, Genoa, Palermo, Sassuolo).

## Sikerei, díjai

### Edzőként
- Chievo Verona
- Serie C bajnok: 1993–1994
- Parma
- Olasz kupagyőztes: 1998–1999
- Olasz szuperkupagyőztes: 1999
- UEFA-kupa győztes: 1998–1999